# Епархия Гуалегуайчу
Епархия Гуалегуайчу (лат. Dioecesis Gualeguaychensis) — епархия Римско-Католической церкви с центром в городе Гуалегуайчу, Аргентина. Епархия Гуалегуайчу входит в митрополию Параны. Кафедральным собором епархии Гуалегуайчу является церковь святого Иосифа.

## История
11 февраля 1957 года Папа Римский Пий XII выпустил буллу «Quandoquidem adoranda», которой учредил епархию Гуалегуайчу, выделив её из архиепархии Параны.

## Ординарии епархии
- епископ Хорхе Рамон Чалуп (13.03.1957 — 11.07.1966);
- епископ Педро Бокслер (25.04.1967 — 5.12.1996);
- епископ Луис Гильермо Айхгорн (5.12.1996 — 30.11.2004, назначен епископом Морона);
- епископ Хорхе Эдуардо Лосано (22 .12.2005 — 31.08.2016, назначен архиепископом-коадъютором архиепархии Сан-Хуана-де-Куйо);
- епископ Héctor Luis Zordán, M.SS.CC. (с 28 марта 2017 — по настоящее время).